# Zonophora solitaria
Zonophora solitaria là loài chuồn chuồn trong họ Gomphidae. Loài này được Rácenis mô tả khoa học đầu tiên năm 1970.